# Hennepin County
Hennepin County er et county i den amerikanske delstat Minnesota. Amtet ligger i den østlige del af delstaten og grænser op til Anoka County i nordøst, Ramsey County i øst, Dakota County i sydøst, Scott County i syd, Carver County i sydvest og mod Wright County i nordvest.
Hennepin Countys totale areal er 1.571 km² hvoraf 129 km² er vans. I 2000 havde amtet 1.116.200 indbyggere. Amtets administration ligger i byen Minneapolis, som også er amtets og delstatens største by.
Amtet blev grundlagt i 1852 og har fået sit navn efter den franske opdagelsesrejsende Louis Hennepin.
44°58′33″N 93°16′00″V / 44.9758°N 93.2667°V